# 高野英樹
高野 英樹（たかの ひでき、1970年5月8日 - ）は、日本棋院東京本院所属の囲碁棋士、日本コントラクトブリッジ連盟公認プロ。東京都出身。
小学・中学・高校・大学のビッグタイトルの獲得歴のある唯一の棋士として知られる。またサラリーマン経験のある数少ない棋士でもある。何度もプロ棋士になるよう内弟子や院生への誘いを受けたが、それを断り続け外来として入段した。
菊池康郎の緑星囲碁学園で力をつけ現在も関わりを持つ。
コントラクトブリッジの強豪としても知られ、囲碁棋士としてプロ入り以降にプロとなっている。ただしプロといえど、2010年まで日本国内に賞金付の大会は少なく、実業として囲碁による収入がメインである。
プロとして通算300勝達成。

## 来歴
1982年 渋谷区立猿楽小学校6年で少年少女囲碁大会優勝を果たす。
1983年・1985年 早稲田中学校1年・3年の少年少女囲碁大会中学生の部で優勝を果たす。
1986年 早稲田高校1年で、全国高校囲碁選手権に優勝。
1990年 大阪大学で学生本因坊となる。1991年・1993年も達成している。
1991年 学生名人となる。1993年・1995年も達成している。学生十傑戦で1位となり、大学個人タイトルのグランドスラムを果たす。
1994年 アマ本因坊に就位。その後会社員となる。
1997年 外来として臨んだ日本棋院棋士採用試験で、1位で入段を果たす。
2008年 日本棋院総務担当常務理事となる。2012年までつとめる。
2009年 第34期碁聖戦予選Aで林子淵七段・黄翊祖七段に勝利し本戦進出。本戦では林海峯名誉天元・小林覚九段に勝利しベスト8となった。

## 昇段履歴
- 1998年4月1日 初段、二段
- 1999年 三段
- 2000年 四段
- 2001年 五段
- 2002年 六段
- 2006年 七段

### 良績
- 碁聖戦ベスト8（第33期）